# 1:a maj-trofén
1:a maj-trofén är en alpin skidtävling som brukar avsluta säsongen för de alpina skidåkarna i Sverige. Första tävlingen arrangerades 1967 och trots att den ligger sent på säsongen har tävlingen kunnat genomföras varje år sedan dess.
Från början var 1:a maj-trofén en storslalomtävling som flyttade runt mellan anläggningarna i Funäsdalsfjällen, men sedan 1990 har den körts på Hamrafjäll i Tänndalen. Från början var den en tvådagarstävling, men är numera en tredagarstävling som avslutas med en stor final i parallellslalom för alla klasser.
Deltagarantalet i 1:a maj-trofén ligger mellan 900 och 1 000 åkare, vilket gör den till världens största slalomtävling. Såväl amatörer som professionella och även både barn och veteraner äger rätt att deltaga.
Ett nytt vandringspris i form av en guldtacka till vinnaren i damklassens parallellslalom infördes 1996. Guldtackan tillfaller den åkare som samlat flest poäng efter fem år. År 2002 vann Ylva Nowén guldtackan. Samma år donerades två nya guldtackor att gå som vandringspris, men nu även i herrklassen. År 2006 vann Maria Pietilä-Holmner och André Myhrer dessa guldtackor.